# Lorenzo Piretto
Lorenzo Piretto, né le 15 décembre 1942 à Mazzè (Piémont, Italie), est un prélat dominicain italien, archevêque d'Izmir de 2015 à 2020 et Administrateur apostolique d'Istanbul depuis 2020.

## Biographie

### Formation
Lorenzo Piretto commence ses études sacerdotales au noviciat dominicain de Diesole en 1958, puis fait ses vœux solennels le 16 décembre 1963. Il est ordonné prêtre pour l'ordre des Prêcheurs le 4 août 1966.
Il obtient ensuite une licence en théologie à l'université de Bologne en 1967 et un doctorat en philosophie à l'université de Turin en 1972.

### Prêtrise
Ses études terminées, il reçoit différentes charges au sein de l’enseignement. Il devient tout d’abord professeur de philosophie au Séminaire dominicain de Chieri de 1967 à 1974, ainsi qu'au FIST à Turin jusqu’en 1982. Parallèlement, de 1976 à 1983, il est Maître des Novices à Chieri puis part vivre en Turquie, en 1983, où il enseigne l'italien et le latin jusqu'en 2005 à l'Université de Marmara à Istanbul.
De 1987 à 2007, il est supérieur du couvent d’Istanbul et de 1988 à 2014, il est pasteur de la paroisse Saints-Pierre-et-Paul à Istanbul. Dans le même temps, il est vicaire général du vicariat apostolique d'Istanbul de 1992 à 2014 et vicaire provincial de Turquie de 1993 à 2010. Enfin, de 2014 à 2015, il est supérieur du couvent d’Izmir.
Pendant trente ans, il est également directeur de la revue mensuelle catholique Présence.

### Épiscopat
Le 7 novembre 2015, date de l'ouverture du jubilé des huit cents ans de l'ordre dominicain, le pape François le nomme archevêque d'Izmir. Il est consacré le 20 décembre 2015 par Boghos Lévon Zékiyan (en), archéparque d'Istanbul des Arméniens; ses co-consécratreurs sont Paolo Bizzetti, vicaire apostolique d'Anatolie et Louis Pelâtre, vicaire apostolique d'Istanbul.
Le 8 décembre 2020, pape François accepte sa démission pour limite d'âge.
À la suite du décès de Rubén Tierrablanca González le 22 décembre 2020, il est nommé Administrateur apostolique d'Istanbul le 24 décembre par le pape François.